# Hoża 69

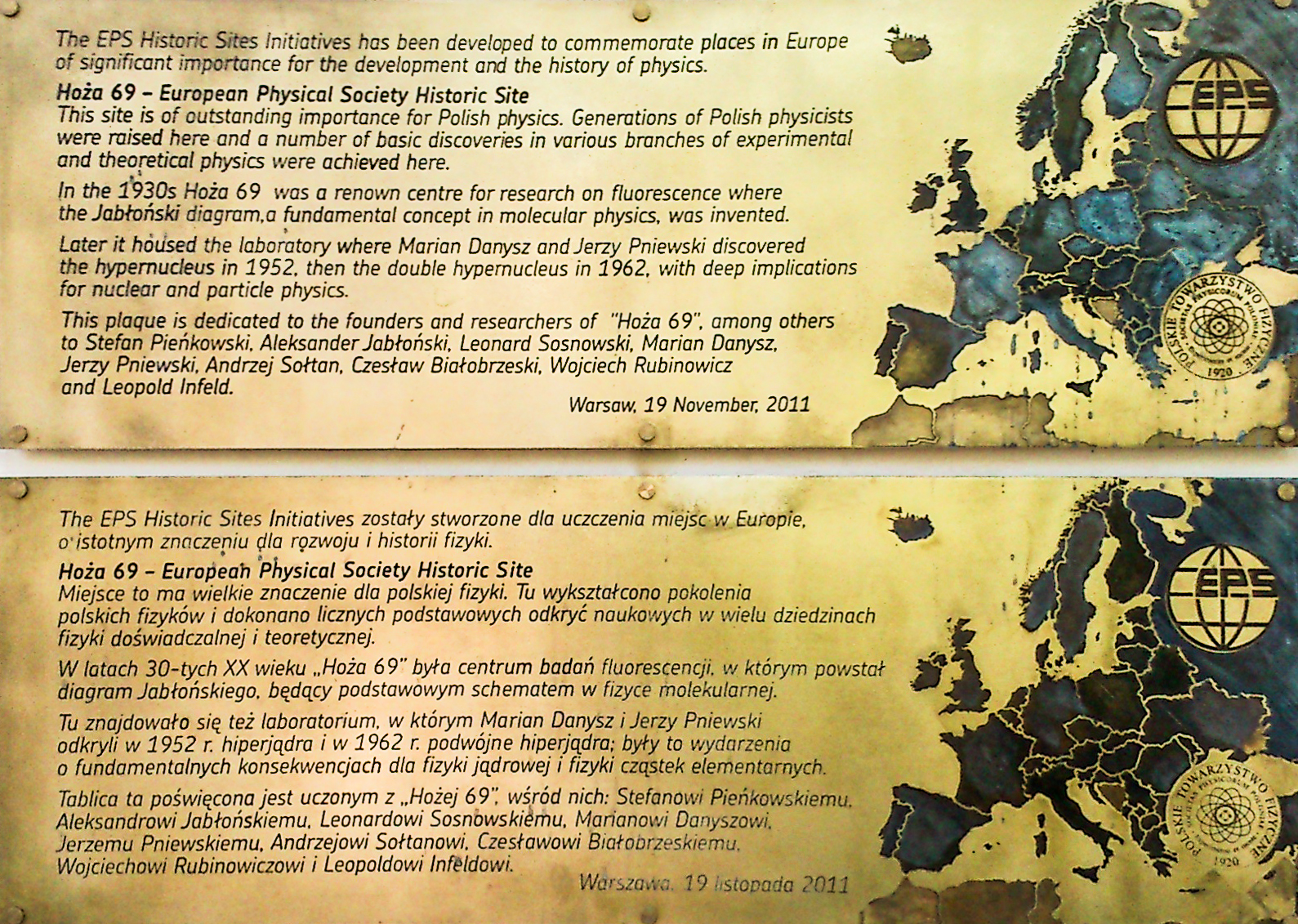
Tablice dokumentujące nadanie budynkowi w 2011 tytułu historycznego miejsca fizyki

Hoża 69 – budynek Uniwersytetu Warszawskiego znajdujący się przy ulicy Hożej 69  w Warszawie. 
Budynek znajduje się poza kampusami Uniwersytetu Warszawskiego, blisko kampusu Politechniki Warszawskiej. Do początku XXI wieku zajmowany był przez jednostki naukowo-dydaktyczne zajmujące się fizyką (od 1969 Wydział Fizyki), a od 2014 przez Instytut Anglistyki i Zakład Koreanistyki.
Najstarsza część budynku jest neoklasycystyczna, nawiązująca do architektury starogreckiej. Ma trzy kondygnacje nadziemne. Elewacja z portalem zbudowana jest z piaskowca szydłowieckiego. W 2012 przedwojenna część budynku została ujęta w gminnej ewidencji zabytków (pod nazwą historyczną „Uniwersytet Warszawski – Zakład Fizyki Doświadczalnej, potem Wydział Fizyki; Instytut Problemów Jądrowych im. Andrzeja Sołtana” i numerem SRO09407).

## Historia

### Budowa i rozbudowy
Budynek wybudowano na obszarze wyłączonym z ogrodu pomologicznego, 60 metrów od ulicy Hożej. Początkowo, tj. w roku 1913, budową kierował Bronisław Colonna-Czosnowski w ramach działalności przedsiębiorstwa swojego ojca i brata „Czosnowscy i S-ka”, według projektu Piotra Feddersa. Zakończenie budowy przewidywano na lipiec 1914. Przerwała ją jednak I wojna światowa. Uniwersytet Warszawski co prawda funkcjonował w czasie wojny, ale budowę wznowiono dopiero w 1919, a za datę otwarcia uznaje się 30 stycznia 1921. Wtedy ukończono część centralną i zachodnie skrzydło, dzięki którym budynek uzyskał kształt litery „L”. W 1932 dobudowano symetrycznie wschodnie skrzydło. W 1939 rozpoczęto budowę cyklotronu, przerwaną wybuchem II wojny światowej. Budynek nie został istotnie zniszczony, wymagał jednak remontu, który w przypadku auli zakończył się w 1950. W 1948 do wschodniego skrzydła dobudowano wtedy Halę Atomową, a w 1951 piętrowe, zachodnie skrzydło, prostopadle do dotychczasowego. Kolejna rozbudowa miała miejsce w 1963, kiedy do zachodniego skrzydła dodano duży pawilon sięgający ulicy, zwiększając asymetrię. Od tego czasu rosnące potrzeby lokalowe uniwersyteckiego ośrodka fizycznego realizowano nie tyle przez rozbudowę obiektu przy ulicy Hożej 69, ile zajmowanie budynków w innych częściach miasta. Mimo to w 1975 dobudowano jeszcze czytelnię biblioteki, a w 1993 nadbudowano wschodnią część budynku.

### Wyposażenie i użytkowanie
Kilka lat po otwarciu obiektu jego aparaturę naukową dzięki dotacji Fundacji Rockefellera uzupełniono o najnowocześniejszy sprzęt. W 1939 w budynku umieszczono komorę Wilsona. Większość wyposażenia padła jednak ofiarą grabieży wojennej. Tuż po wojnie wyposażenie naukowe uzupełniano sprzętem zdobytym w szkołach, m.in. na Śląsku. W 1950 w Hali Atomowej zainstalowano milionwoltowy generator kaskadowy z rurą akceleracyjną. W 1991 w kompleksie Wydziału Fizyki przy ul. Hożej 69 i 74 powstawała pierwsza polska sieć komputerowa mająca połączenie z internetem.
Od lat 30. XX w. budynek przy ul. Hożej stał się miejscem międzynarodowych konferencji, w których udział brali m.in. laureaci Nagrody Nobla w dziedzinie fizyki. W tym czasie w mieszczącym się w nim ośrodku powstawała połowa polskich naukowych prac z zakresu fizyki. Pod koniec XX w. studiowało tam ponad tysiąc studentów fizyki, a dodatkowo także studenci innych wydziałów. 
W 2011 Europejskie Towarzystwo Fizyczne nadało Hożej 69 tytuł historycznego miejsca fizyki (ang. European Physical Society Historic Site). Jest to pierwsze miejsce uhonorowane tym tytułem (w Polsce otrzymał go później jeszcze dworek Ewalda Kleista w Kamieniu Pomorskim). Ze względu na przywiązanie do ośrodka przy ulicy Hożej, jedną z ulic wewnętrznych Kampusu Ochota w pobliżu nowej siedziby Wydziału Fizyki nieformalnie nazwano Nową Hożą.

## Użytkownicy

### Uniwersytet Warszawski
Od początku budynek był przeznaczony na potrzeby ośrodka fizycznego Uniwersytetu Warszawskiego. Miał być siedzibą Zakładu Fizyki Cesarskiego Uniwersytetu Warszawskiego, ale udało się go wykończyć dopiero na potrzeby nowo utworzonego Zakładu Fizycznego Uniwersytetu Warszawskiego w już niepodległej Polsce. W tym czasie był on częścią Wydziału Filozoficznego UW. Następnie zakład ten przemianowano na Zakład Fizyki Doświadczalnej UW (ZFD UW) na nowo powstałym w 1921 Wydziale Matematyczno-Przyrodniczym. Utworzony również w 1921 Zakład Fizyki Teoretycznej był znacznie mniej liczny osobowo, a od 1932 miał siedzibę w innym budynku uniwersyteckim, przy ulicy Oczki 3. 
W czasie okupacji niemieckiej uniwersytet zlikwidowano, a przy ul. Hożej 69 funkcjonował Zakład Pomiarów Fizycznych prowadzący badania środowiska na potrzeby administracji komunalnej. Z czasem jednak budynek był w coraz większym stopniu zajmowany i przearanżowywany przez Niemców. Zajęcia z fizyki dla ponownie otwartego uniwersytetu rozpoczęły się w grudniu 1945. Kilka lat po zakończeniu wojny powstał Wydział Matematyki, Fizyki i Chemii, wkrótce potem przekształcony w Wydział Matematyki i Fizyki. W tym czasie ośrodek fizyczny się rozrastał i powstawały kolejne zakłady lub katedry grupowane w instytuty. Ostatecznie w 1969 utworzono odrębny Wydział Fizyki Uniwersytetu Warszawskiego, a Hoża 69 została jego siedzibą, przy czym w tym czasie już nie była jedynym użytkowanym przez ten wydział budynkiem. W 2014 Wydział Fizyki przeniósł się do nowo wybudowanego budynku na Kampusie Ochota. Jego miejsce zajął Instytut Anglistyki Uniwersytetu Warszawskiego oraz Zakład Koreanistyki UW.
Hoża 69, podobnie jak budynki znajdujące się w głównym kampusie Uniwersytetu Warszawskiego i rozproszone poza jego kampusami, jest administrowana przez Biuro Gospodarcze UW.

### Inni użytkownicy
W 1953 utworzono Instytut Fizyki Polskiej Akademii Nauk. Początkowo jego siedzibą był budynek przy Hożej 69, jednak w 1957 instytut przeniósł się do budynku PAST-y. W 1959 przy Hożej 69 znalazła się jedna z siedzib Instytutu Badań Jądrowych (IBJ). Jego kontynuator, Narodowe Centrum Badań Jądrowych, korzystało z budynku do 2019.
Rozbudowa z lat 1930–1932 była możliwa dzięki dotacji z Ministerstwa Wyznań Religijnych i Oświecenia Publicznego dla Polskiego Towarzystwa Fizycznego i formalnie to skrzydło budynku było jego własnością. PTF zrzekło się tej własności na rzecz ZFD UW, zachowując prawo do korzystania z budynku. Z kolei budowa pawilonu w 1963 była możliwa dzięki środkom IBJ, który zajął jednak tylko część jego powierzchni. Według planów miał on być tymczasową siedzibą IBJ i zostać przekazany uniwersytetowi, jednak w realiach PRL nie sporządzono odpowiedniej umowy.